# Neome
Neome était le nom d'une Île fantôme au nord de l'océan Atlantique. Elle a été localisée vers 1559 par les frères Zeno, navigateurs vénitiens,  à mi-chemin entre l'Écosse et l'Islande. Neome est une des îles fantômes bien connues comme  Frisland, Estotiland et Icaria.